# 瑠希也
瑠希也（るきや、2001年2月25日 - ）は、日本の男性プロレスラー。大阪府豊中市出身。血液型O型。DDTプロレスリング所属。

## 経歴
- 2023年4月9日、DDT後楽園ホール大会 vs 高鹿佑也戦でデビュー。[1]
- 2024年1月7日、DDT豊中176BOX大会にてvsHARASHIMA&須見和馬戦で須見和馬から自力初勝利[2](パートナーは高木三四郎)。
- 2024年3月21日、DDT上野恩賜公園野外ステージ大会にて開催されたれたD GENERATIONS CUP 2024トーナメント1回戦で行われたvs高鹿佑也を相手にシングル初勝利。2回戦で当たったガンバレ☆プロレス所属中村宗達をも下し、そのまま決勝まで駒を進めた。結果は準優勝。(優勝はTo-y)
- 2024年5月1日、頸椎捻挫のため、しばらくの間欠場することが発表された。

## 入場曲
- Next Level

## 出演

### ドラマ
- ストロングな食堂 （2024年1月8日、テレビ朝日）[3]